# Old School RuneScape
Old School RuneScape (OSRS) is een massively multiplayer online role-playing game (MMORPG) ontwikkeld en gepubliceerd door Jagex. De game werd uitgebracht op 22 februari 2013 voor Windows, OS X en Linux. Mobiele versies van de game, voor Android en iOS, volgden op 30 oktober 2018. De game werd in 2018 en 2019 genomineerd voor twee TIGA Awards, in de categorieën Heritage en Best Role Playing Game. OSRS won in 2019 een Bafta in de categorie EE Mobile Game of the Year en een Develop:Star Award in de categorie Best Mobile Game.